# 司馬瓌
司馬瓌（3世紀—274年3月12日），字子泉，司州河內郡溫縣（今河南溫縣）人。西晉太原烈王，晉宣帝司馬懿三弟安平獻王司馬孚的第六子。

## 生平
曹魏時獲封長樂亭侯，後改封為貴壽鄉侯。曾任振威將軍、秘書監，封固始子。晉武帝稱帝建立西晉後，封為太原王，食邑五千四百九十六戶，泰始二年（266年）到封國。泰始四年（268年）入朝，賜袞冕之服，遷任東中郎將。
泰始十年閏正月庚辰日（274年3月12日）逝世，司馬炎下詔：「瓌乃心忠篤，智器雅亮。歷位文武，有幹事之績。出臨封土，夷夏懷附，鎮守許都，思謀可紀。不幸早薨，朕甚悼之。今安厝在近，其追贈前將軍。」，諡為太原烈王。

## 後代
- 司馬顒，司馬瓌死後繼嗣太原王，後徙封河間王，他是八王之亂的八王之一。
  - 司馬訟，司馬顒之子，出繼司馬缉，封真定縣侯[2]。
  - 司馬融，彭城穆王司馬權之孫，出嗣司馬顒，封樂城縣王[3]。

## 延伸阅读
[在维基数据编辑]
 《晉書·卷037》，出自房玄齡《晉書》